# 尖齒星鯊
尖齒星鲨（学名：Mustelus dorsalis），又稱尖齒貂鯊，為軟骨魚綱真鯊目皺唇鯊科星鯊屬的一種，被IUCN列為易危保育類動物，分布於東太平洋墨西哥南部至秘魯海域，深度20至200公尺，體長最大可達64公分，棲息在近岸大陸棚底層水域，屬肉食性，以甲殼類為食，卵胎生，雌魚每胎可生4尾幼魚，生活習性不明，可作為食用魚。